# サリザン・シャリポフ
サリザン・シャリポフ（Salizhan Shakirovich Sharipov (Russian: Салижан Шакирович Шарипов, Uzbek: Солижон Шокирович Шарипов, Kyrgyz: Салижан Шакир уулу Шарипов, Tajik: Солиҷон Шокирович Шарипов; 1964年8月24日-）は、ウズベキスタン系キルギス人の宇宙飛行士である。w:Advanced Diagnostic Ultrasound in Microgravity(ADUM)プロジェクトにも参加している。1998年にはアメリカ合衆国から、2004年にはロシアから、2度宇宙を訪れており、2度の船外活動を行っている。2008年7月18日にに宇宙飛行士を引退した。

## 私生活
シャリポフは、キルギス共和国で初めての宇宙飛行士であり、タジキスタン人、ウズベキスタン人、ロシア人の血を引いている。Nadezhda Mavlyanovna Sharipovaと結婚しており、1988年に生まれた娘Nigara Salizhanovna Sharipovaと1992年に生まれた息子Zhakhongir Salizhanovich Sharipovがいる。趣味はサッカーと読書であり、父親の
Shakirzhan Sharipovはウズゲンに住んでいる。シャリポフは、一本眉を持つことで良く知られている。

## 教育
1987年にソ連空軍パイロットスクールを卒業し。1994年にはモスクワ州立大学で地図学の学位を取得した。

## 受賞等
- Pilot-Cosmonaut of the Russian Federation (1988)
- w:Hero of the Kyrgyz Republic (Kyrgyz Respublikasynyn Baatyry) (1998)
- Gold Star Medal of the Hero of the Kyrgyz Republic (Ak Shumkar Medal, 1998)
- Russian Federation Air Force Medals, w:NASA Space Flight Medal (1998)[5]

2005年4月20日には、彼を描いたキルギス共和国の切手が販売された。

## 経験
1987年にパイロットスクールを卒業した後、彼は飛行教官として働き、8人の士官候補生を教育した。MiG-21及びL-39を操縦し、総飛行時間は950時間を超える。

## 宇宙飛行士としてのキャリア

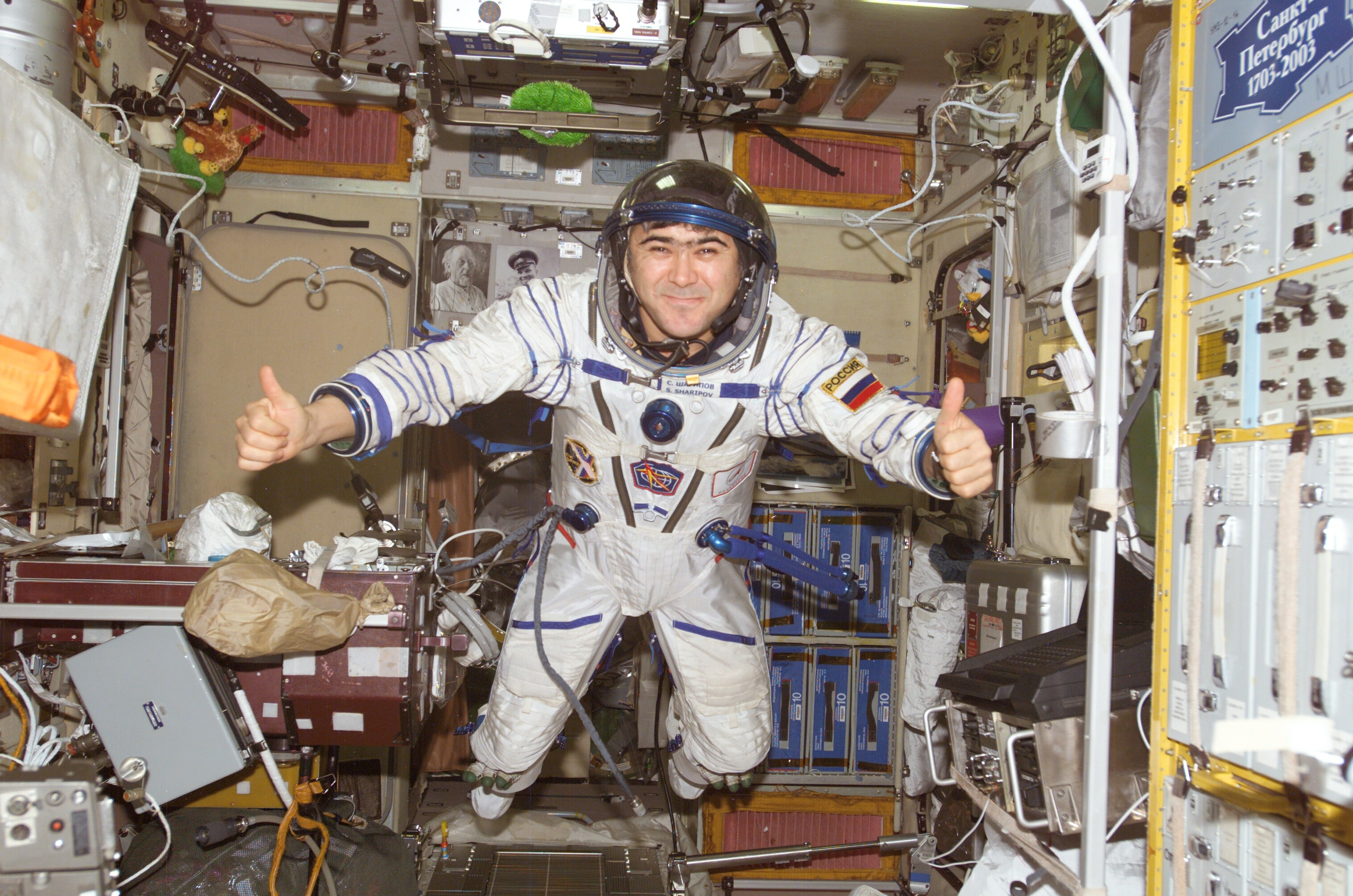
ズヴェズダ内を漂うシャリポフ

1990年にガガーリン宇宙飛行士訓練センターによって宇宙飛行士候補に選ばれた。1992年、一般的な宇宙飛行士訓練を終え、1992年3月11日にテスト宇宙飛行士となった。グループのメンバーとしてミールの乗組員としての全ての訓練を終え、1997年8月から1998年1月まで、ジョンソン宇宙センターでSTS-89の乗組員としての訓練を受けた。

### STS-89
1998年1月22日に打ち上げられたSTS-89ではミッションスペシャリストを務めた。スペースシャトルとミールの8度目のドッキングが行われ、その間、エンデバーからミールに、8000ポンドを超える科学機器、ロジスティクス端末、水が運び込まれた。ミッション期間は8日と19時間47秒で、360万マイルを飛行し、地球を138周した。

### 第10次長期滞在

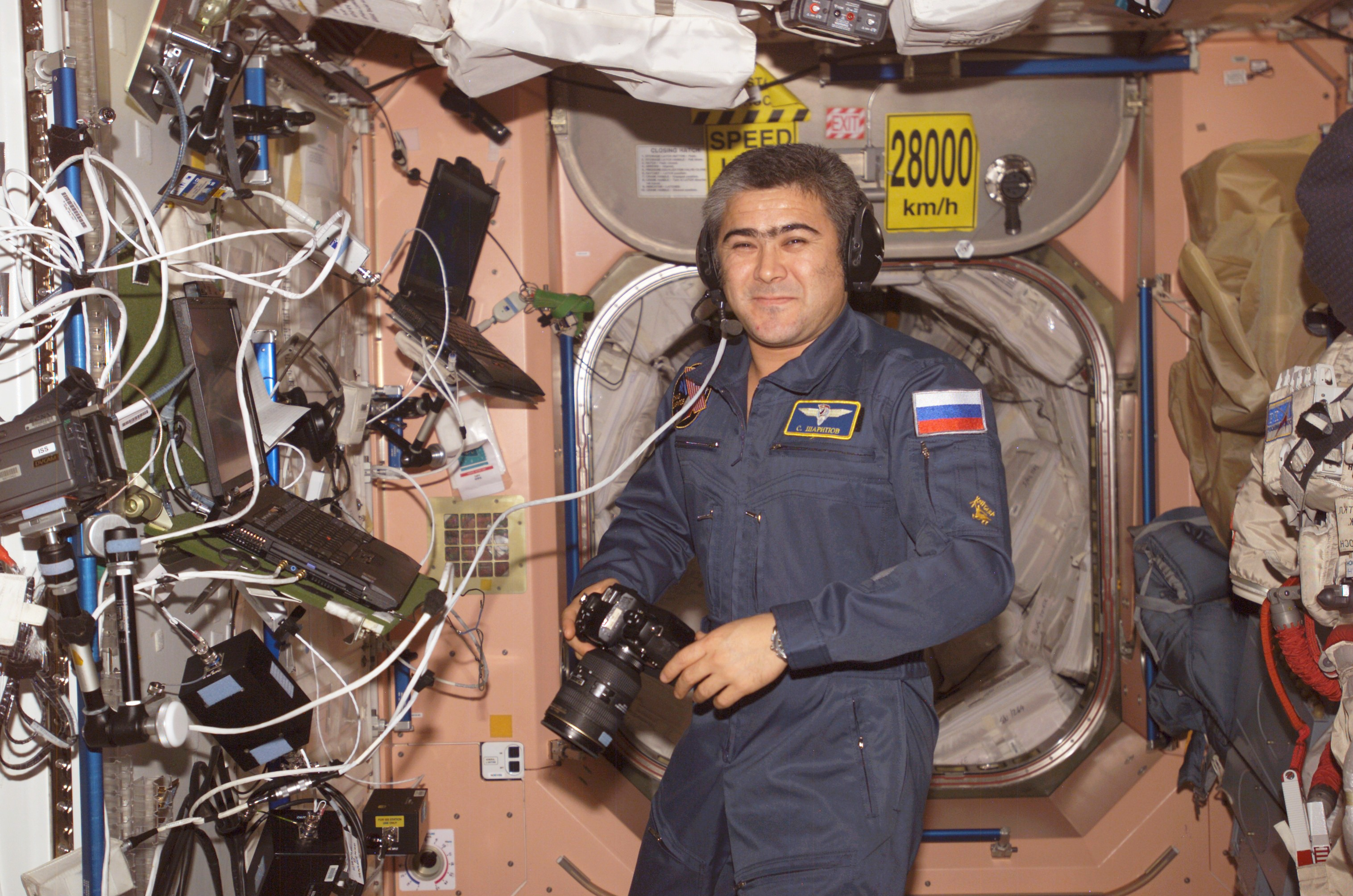
ユニティで通信機を用いるシャリポフ

国際宇宙ステーション(ISS)での第10次長期滞在ではフライトエンジニアを務めた。2004年10月14日3:06 UTCにシャリポフとユーリ・シャーギン、NASAのリロイ・チャオがソユーズTMA-5で地球を発ち、2日後の10月16日4:16 UTCにISSとドッキングした。シャリポフは、フライトエンジニアとして、第10次長期滞在に加わった。ISSでの主な仕事は、ISSの機能状態の支援であった。滞在中、ロシア宇宙プログラムの一環として、いくつかの科学実験を行った。SRSと呼ばれる実験では、宇宙空間での低温合成を行い、新材料開発の知見が得られた。また生物学実験では、幹細胞を用いてHIV/AIDS治療用ワクチン開発の実験を行った。さらに、地球生態系に関する研究も行った。
192日間を宇宙で過ごした後、シャリポフは2005年4月24日に、リロイ・チャオ、ESAのロベルト・ヴィットーリとともにソユーズTMA-5で地球に帰還した。ソユーズのカプセルは、22:08 UTCにアルカルイクの90km北方に着陸した。

### 船外活動
シャリポフは、合計10時間34分に及ぶ2度の船外活動を行っている。
2005年1月26日に1度目の船外活動が行われた。シャリポフとリロイ・チャオは、7:43 GMTにピアースのエアーロックからISSの外に出た。その際には、赤い縦縞模様のあるロシア製オーラン宇宙服が用いられた。2人は、ズヴェズダモジュールの外側に新しい作業用プラットフォームや試験ロボットを取り付ける等の作業を迅速に完了した。また、MPAC SEEDSと呼ばれる日本の宇宙環境曝露実験の装置を移動し、ロボットテストベット用のアンテナを取り付けた。また、ISSのエレクトロン酸素発生装置やその他の生命維持装置に使用されている通気口の調査も行った。船外活動の間、ISSを安定させるジャイロスコープには繰り返し謎のトルクにより過負荷に陥り、ロシア側区画にあるロケットスラスターを定期的に噴射する必要があった。少なくとも一度は、2人が危険なほど接近している時にこれらのスラスターが噴射したように見えた。船外活動は、5時間28分続いた。
2005年3月28日には2度目の船外活動が行われた。1:25 a.m. ESTに開始し、前回同様、オーラン宇宙服とピアースのエアーロックが用いられた。ハッチを開けた後、シャリポフとリロイ・チャオは、ズヴェズダモジュールの端の少し先に移動し、欧州補給機用の6つのアンテナのうち最後の3つのアンテナを設置した。アンテナとケーブルの設置には、約2時間を要した。欧州補給機用のグローバル・ポジショニング・システムも設置された。また、この船外活動の間に、ナノサテライトと呼ばれるロシアの小型装置の展開も行われた。シャリポフはピアースの梯子からこれを展開し、ISSの進む方向と反対に押し出した。小型衛星は長さ約1フィート、重さ約11ポンドで、送信機を積んでいる。この実験の目的は、小型衛星の制御技術や新しい姿勢センサの開発である。船外活動は、4時間30分続いた。